# Nizamettin Ariç
Nizamettin Ariç (* 1956 in Ağrı/Türkei) ist ein kurdischer Sänger und Filmregisseur. Er lebt seit 1980 in Berlin.
Ariç kam in Ağrı auf die Welt. Er wuchs mit den Liedern der dengbêj (traditionelle Barden) und  der bekannten kurdischen Sänger Dengbêj Şakiro, Gerabêtê Xaço, Meyrem Xan und Zadîne Şakir auf. 1956 zog er mit seiner Familie von Ağrı nach Ankara. 1976 arbeitete Ariç bei kulturellen Programmen für das türkische Staatsfernsehen TRT mit. Als er 1979 in Ağrı ein kurdisches Konzert gab, wurde er von der TRT entlassen. Nach dem Militärputsch in der Türkei 1980 floh er aus außer Landes und erhielt 1984 in Deutschland politisches Asyl.
Seine ersten Alben veröffentlichte er unter dem Pseudonym Feqiyê Teyra, dem Namen eines kurdischen Dichters aus dem 14. Jahrhundert. In seinen Liedern sang er viele traditionelle Lieder und solche über die Lage der Kurden. Er vertonte unter anderem Gedichte von Cigerxwin. Ariç spielt die Längsflöte nay, die kleinere Hirtenflöte bilûr, die Kurzoboe mey, die Kegeloboe zirne, die beiden Langhalslauten tanbur und çumbuş, sowie die Trommel dahol und die Rahmentrommel def.
Sein in den 1980er Jahren entstandener Spielfilm Ein Lied für Beko, eine deutsche Produktion, wird von Filmlexika als erster kurdischsprachiger Spielfilm der Filmgeschichte genannt.

## Filme
- Bir günün hikayesi (Die Geschichte eines Tages)
- Klamek ji bo Beko (Ein Lied für Beko)

## Musikalben
- Kurdish Ballads 1 und 2
- Cûdî
- Wêneyên xewnê (Helepçe)
- Çiyayên me
- Dayê
- Zînê
- Bêrîvann
- Dîlan
- Diyarbekir